# 柳城窑址
柳城窑址，位于中国广西壮族自治区柳城县大埔公社木桐大队、靖西大队，为一个省级文物保护单位，类型为古遗址，为第二批广西壮族自治区文物保护单位，公布时间为1981年8月25日。
柳城窑址的历史年代为宋。